# Mohammed Abouzaid
Mohammed Abouzaid (c. 1980) é um matemático marroquino-estadunidense, que trabalha topologia simplética e correlações sobre geometria algébrica e topologia diferencial.
Abouzaid obteve em 2002 o grau de bacharel na Universidade de Richmond e em 2004 um mestrado na Universidade de Chicago, onde obteve também um doutorado em 2007, orientado por Paul Seidel. É desde 2012 professor associado da Universidade Columbia.
Foi palestrante convidado do Congresso Internacional de Matemáticos em Seul (2014: Family Floer cohomology and mirror symmetry). É fellow da American Mathematical Society.

## Obras
- com Ivan Smith: Khovanov Homology from Floer cohomology, Arxiv, 2015
- com P. Seidel: Altering symplectic manifolds by homologous recombination, Arxiv, 2010
- com Denis Auroux, Ludmil Katzarkov: Lagrangian fibrations on blow ups of toric manifolds and mirror symmetry for hypersurfaces, Pub. Math. IHES, Band 123, 2016, S. 199–282,  Arxiv
- com Denis Auroux, Alexander I. Efimov, Ludmil Katzarkov, Dmitri Orlov: Homological mirror symmetry for punctured spheres, J. AMS, Band 26, 2013, S. 1051–1083, Arxiv
- com Ivan Smith: Exact Lagrangians in plumbings, Geometric and Functional Analysis, Band 22, 2012, S. 785–831, Arxiv
- Nearby Lagrangians with vanishing Maslov class are homotopy equivalent, Inventiones Mathematicae, Band 189, 2012,  S. 251–313,  Arxiv
- Framed bordism and Lagrangian embeddings of exotic spheres. Ann. of Math. (2) 175, 2012, no. 1, S. 71–185. Arxiv
- A cotangent fiber generates the Fukaya category, Advances in Mathematics, Band 228, 2011, S. 894–939, Arxiv
- A geometric criterion for generating the Fukaya category, Pub. Math. IHES, Band 112, 2010, S. 191–240, Arxiv
- com P. Seidel: An open string analogue of Viterbo functoriality. Geom. Topol. 14 (2010), no. 2, 627–718.
- Morse Homology, Tropical Geometry, and Homological Mirror Symmetry for Toric Varieties, Selecta Math. (N.S.) 15, 2009, no. 2, S. 189–270, Arxiv
- Homogeneous coordinate rings and mirror symmetry for toric varieties, Geom. Topol., Band 10, 2006, 1097-1156, Arxiv
- Family Floer cohomology and mirror symmetry, ICM 2014, Arxiv